# Callistocythere dedeckkeri
Callistocythere dedeckkeri is een mosselkreeftjessoort uit de familie van de Leptocytheridae.